# Madita (Fernsehserie)
Madita (im Original Madicken) ist eine zehnteilige schwedische Kinderserie von Göran Graffman mit Jonna Liljendahl in der Titelrolle, die 1980 als ZDF-Weihnachtsserie ausgestrahlt wurde. Sie basiert auf den beiden Madita-Romanen der schwedischen Schriftstellerin Astrid Lindgren, die auch das Drehbuch verfasste.

## Handlung

### Folgen 1–6
Madita und ihre kleine Schwester Lisabet erleben um 1910 zusammen viele Abenteuer. So fallen sie ins Wasser, als sie am Fluss „Klein-Moses im Schilf“ spielen wollen. Zum Glück kann der Nachbarsjunge Abbe die beiden mit einem Bootshaken retten. Ein andermal macht Familie Engström zum Geburtstag der Mutter einen Ausflug ins Grüne. Als eine Herde Jungstiere auftaucht, flüchten alle vor Angst auf die Bäume.
Weil die kleine Lisabet noch nicht mit auf einen Schulausflug kann, will Madita mit ihr einen eigenen Ausflug machen. Als sie dann mit einem Regenschirm vom Dach des Holzschuppens hinunterfliegen will, landet sie mit einer Gehirnerschütterung im Bett. Weil die Nachbarn, Onkel und Tante Nilsson, Geldsorgen haben, hilft ihnen Madita mit ihrem Gewinn aus einer Lotterie. Deren Sohn Abbe meint, dass er Gespenster sehen kann, und prompt möchte Madita das auch können, hat aber im Grunde selber Angst vor Geistern. Im Winter kommt Lisabet auf die Idee, sich hinten auf die Kufen eines Pferdeschlittens zu stellen, sodass sie sich am Ende im Wald wiederfindet.
Als sich Lisabet eine Erbse in die Nase steckt, soll Madita mit ihr zu Dr. Berglund gehen. Auf dem Weg dorthin geraten sie in eine Prügelei mit Maditas Erzfeindin Mia und deren kleiner Schwester Matti, sodass Lisabets Erbse dabei von selbst herausfällt.

### Folgen 7–10
Madita und Mia wollen als Mutprobe auf dem Dachfirst des Schulhauses entlang balancieren, was gerade nochmal gut ausgeht. Doch bei dieser Gelegenheit hat Mia dem Rektor das Portemonnaie gestohlen und sich davon Pralinen gekauft. Herr Nilsson hat ein Fuchseisen zum Schutz von Abbes kleinen Kaninchen aufgestellt. Als er eines Abends spät zurückkehrt, verfängt er sich selbst darin und wird von Alva und Madita befreit.
Ein Sportflieger kommt auf die Mühlenwiese und Madita darf mitfliegen. Doch Abbe zuliebe verzichtet sie. Als Abbe eines Abends seinen Vater aus den Fluss rettet, in den dieser angetrunken gefallen ist, zieht er sich eine Lungenentzündung zu. Alle bangen um ihn, doch Abbe wird wieder gesund.
Von ihrem Vater erfahren Madita und Lisabet, dass bald noch ein Kind da sein wird; sie glauben fest, dass es ein kleiner Bruder wird. Ausgerechnet am Heiligabend ist es soweit. Allerdings hoffen Madita und Lisabet vergebens auf das Brüderchen: Es ist eine kleine Schwester geworden.

## Besetzung und Synchronisation
| Hauptfigur            | Darsteller          | Deutscher Sprecher |
| --------------------- | ------------------- | ------------------ |
| Madita Engström       | Jonna Liljendahl    | Dorette Hugo       |
| Lisabet Engström      | Liv Alsterlund      | Uschi Hugo         |
| Mutter Kajsa Engström | Monica Nordquist    | Helgard Bruckhaus  |
| Vater Jonas Engström  | Björn Granath       | Norbert Langer     |
| Alva                  | Lis Nilheim         | Almut Eggert       |
| Emil Nilsson          | Allan Edwall        | Edgar Ott          |
| Abbe Nilsson          | Sebastian Håkansson | Oliver Rohrbeck    |

| Nebenfigur       | Darsteller               | Deutscher Sprecher      |
| ---------------- | ------------------------ | ----------------------- |
| Emma Nilsson     | Birgitta Andersson       | Christel Merian         |
| Linus-Ida        | Sif Ruud                 | Inge Wolffberg          |
| Mia              | Kerstin Hansson          | Angela Schultz-Zehden   |
| Matti            | Cecilia Orlando-Willberg | Daniela Breitstein      |
| Viktor           | Hans Petterson           | Marco Beddies           |
| Lehrerin         | Fillie Lyckow            | Tina Tuchs              |
| Rektor           | Jan Nygren               | Klaus Miedel            |
| Bürgermeister    | Fredrik Ohlsson          | Michael Chevalier       |
| Bürgermeisterin  | Yvonne Lombard           | Uta Sax                 |
| Kalle            | Pontus Gustafsson        | Thomas Petruo           |
| Herr Andersson   | Curt Ericson             | Klaus Sonnenschein      |
| Frau Hansson     | Margreth Weivers         | Bettina Schön           |
| Herr Hansson     | Berth Söderlund          | Wolfgang Völz           |
| Doktor Berglund  | Björn Gustafson          | Friedrich W. Bauschulte |
| Kapitän Billgren | Karl Ragnar Fredriksson  | Karl Schulz             |
| Schornsteinfeger | Ted Åström               | Claus Jurichs           |
| Hebamme          | Karin Miller             | Inge Landgut            |

## Pilutta-visan
Bengt Hallberg komponierte die Filmmusik. Das musikalische Thema der Serie (und auch der späteren Filme) wurde mit einem Text von Astrid Lindgren als das Lied Pilutta-visan veröffentlicht und in den folgenden Jahrzehnten von unterschiedlichen Interpreten aufgezeichnet. In dem Lied singen abwechselnd Lisabet und Madita: Lisabet hat ein Geheimnis und Madita versucht, es ihr zu entlocken. Am Ende deutet Lisabet an, dass Madita einen Hut zum Geburtstag bekommen werde. Eine deutsche Übersetzung mit dem Titel Ätsch, Pustekuchen, Madita erschien erst 2007 in dem Buch Hej Pippi Langstrumpf! Das große Astrid Lindgren Liederbuch im Oetinger-Verlag und auf dem parallel veröffentlichten Album Die große Astrid Lindgren Lieder-CD.

## Veröffentlichung
Die ersten sechs Folgen von Madicken wurden in Schweden ab dem 6. Oktober 1979 wöchentlich auf TV1 ausgestrahlt Fortgesetzt wurde die Geschichte in dem Kinofilm Du är inte klok Madicken, der am 14. Dezember desselben Jahres Premiere hatte.
In Deutschland lief die Serie Madita 1980 nach Tradition der Weihnachtsserien des ZDF zwischen Weihnachten und Neujahr täglich nachmittags. Zusätzlich zu den sechs regulären Episoden wurden aus dem Material des Kinofilms vier weitere Folgen erstellt und gezeigt.
In Schweden wurden die ersten sechs Folgen 1980 zu einem weiteren Kinofilm, Madicken på Junibacken, zusammengeschnitten. 1983 wurden schließlich auch hier die vier aus Material des ersten Kinofilms erstellten Fernsehfolgen auf TV1 ausgestrahlt.
Die beiden Kinofilme wurden in Deutschland erst in den 1990er Jahren als Madita und Madita und Pims veröffentlicht.
| #  | Titel                         | Premiere DE   | Originaltitel                     | Premiere S    |
| -- | ----------------------------- | ------------- | --------------------------------- | ------------- |
| 1  | Ein Sommertag auf Birkenlund  | 22. Dez. 1980 | Sommardag på Junibacken           | 06. Okt. 1979 |
| 2  | Der Ausflug                   | 23. Dez. 1980 | Madicken flyger med paraply       | 13. Ok. 1979  |
| 3  | Eine gute Tat                 | 24. Dez. 1980 | För att betala sin skuld          | 20. Okt. 1979 |
| 4  | Das Gespenst im Waschhaus     | 25. Dez. 1980 | Spöket i brygghuset               | 27. Okt. 1979 |
| 5  | Alle Jahre wieder             | 26. Dez. 1980 | Junibackens jul                   | 03. Nov. 1979 |
| 6  | Die Erbse in der Nase         | 27. Dez. 1980 | Lisabet pillar in en ärta i näsan | 10. Nov. 1979 |
| 7  | Walpurgisnacht                | 28. Dez. 1980 | Du är inte klok Madicken          | 26. März 1983 |
| 8  | Die Läuse-Mia                 | 29. Dez. 1980 | Den stora avslutningen            | 02. Apr. 1983 |
| 9  | Abbe geht in die Luft         | 30. Dez. 1980 | Ibland upp, ibland ner            | 09. Apr. 1983 |
| 10 | Eine Erinnerung für das Leben | 31. Dez. 1980 | Alva dansar och det blir jul igen | 16. Apr. 1983 |